# Великобурлукский поселковый совет
Великобурлу́кский поселко́вый сове́т — входит в состав Великобурлукского района Харьковской области Украины.
Административный центр поселкового совета находится в пгт Великий Бурлук.

## История
- 1963 — дата образования.
- В 1976 году бюджет поссовета составлял 301 172 советских рубля.

## Населённые пункты совета на 2020 год
- пгт Вели́кий Бурлу́к
- село Ба́лка
- село Буряковка
- село Голубовка
- село Горяное
- село Жу́ков Яр
- село Замост
- посёлок Каневцо́во
- село Лебедевка
- посёлок Литвиновка
- село Ма́нцевка
- село Миха́йловка
- село Новоселовка
- село Плоское
- село Ю́рьевка (до 1967/1976 Пролета́рское, до 2016 Пролета́рка)
- село Яичное

## Ликвидированные населённые пункты
- посёлок Вадбо́льское (жители переселены в 1997).
- посёлок Гнилица (присоединён к Буряковке в 1997).

## Бывшие в сельсовете населённые пункты
- Великобурлу́кское (исключено из состава сельсовета после 1977)
- Подсере́днее (Подсреднее; исключено из состава сельсовета после 1977)
- Се́рый Яр (исключено из состава сельсовета после 1977)
- Сероя́рское (исключено из состава сельсовета после 1977)